# Гонзалес, Жермейн
Жермейн Гонзалес (англ. Jermaine Gonzales) — ямайский бегун на короткие дистанции, который специализируется в беге на 400 метров. Бронзовый призёр чемпионата мира 2011 года в эстафете 4×400 метров. Бронзовый призёр чемпионата мира среди юниоров 2002 года. Выступал на олимпийских играх 2004 года в составе эстафеты 4×400 метров, но из-за неправильной передачи эстафетной палочки сборная Ямайки была дисквалифицирована. На Олимпиаде в Лондоне не смог пройти дальше предварительных забегов.